# Всеволошки рејон
Всеволошки рејон (рус. Всеволожский район) административно-територијална је јединица другог нивоа и општински рејон у северозападном делу Лењинградске области, на северозападу европског дела Руске Федерације.
Административни центар рејона је град Всеволошк. Према проценама националне статистичке службе Русије за 2015, на територији рејона је живело 296.443 становника или у просеку око 97,63 ст/км².

## Географија
Всеволшки рејон смештен је у северозападним деловима Лењинградске области, и обухвата територију површине 3.036,4 км², и по том параметру на 11. је месту међу 17 рејона у области (чини око 3,6% укупне обласне територије). Рејон се граничи са Приозерским рејоном на северу, Виборшким рејоном на северозападу и Кировским рејоном на југоистоку. На западу и југозападу је административна граница са градом федералног значаја Санкт Петербургом, на северу је обала језера Ладога, док ју југоисточна граница ка Кировском рејону река Нева. Административни центар рејона град Всеволошк налази се на свега 28 километара североисточно од Санкт Петербурга.
На подручју рејона издвајају се два доминантна облика рељефа: ниска и готово равна подручја на истоку и југу, те благо заталасана моренска подручја на западу и северозападу. Надморске висине на подручју рејона крећу се од максималних 180 метара на северу, до мање од 1 метра уз ток реке Неве на југоистоку. Благо заталасано подручје географски припада централним деловима Карелијске превлаке, и то је део познат као Лемболовско побрђе. Рељеф се ка обалама Ладоге и Неве постепено спушта у виду мањих тераса, а у низијама се повремено издижу блажа узвишења моренског карактера. На целом подручју рејона карактеристичне су бројне мочварне површине које чине укупно до 3,6% рејонске територије.
Паралелно са Ладошком обалом протеже се доста ниска моренска греда просечне висине између 10 и 20 метара, док се на самој обали налазе бројне пешчане дине висине од 3 до 5 метара.
Поред реке Неве која тече југоисточном границом рејона, најважнији водоток је река Охта која је уједно и десна притока Неве, те речица Чорнаја која се улива директно у Фински залив. Веће језерске површине су Лемболовско (12,5 км²), Кавголовско (6,8 км²), језеро Хепојарви (4,2 км²) и Бакарно језеро (1,39 км²) и
Подручје је карактеристично по густим четинарским шумама које покривају око 60% рејонске територије, а најдоминантије су борове шуме (подзона јужне тајге).
Преко рејонске територије пролази деоница федералног аутопута М18 на релацији Санкт Петербург—Мурманск, те обилазница А118 око Санкт Петербурга. Једини је то рејон на подручју Лењинградске области који има станицу метроа (станица Девјаткино). Некадашњи цивилни аеродром Ржевка јужно од Всеволшка затворен је за саобраћај 2006. године.

## Историја
Всеволошки рејон успостављен је 19. августа 1936. године од делова некадашњег Лењинградског приградског рејона.

## Демографија и административна подела
Према подацима пописа становништва из 2010. на територији рејона је живело укупно 260.478 становника, док је према процени из 2015. ту живело 296.443 становника, или у просеку 97,63 ст/км². По броју становника Всеволошки рејон је најнасељенији рејон у целој области и његова популација чини око 16,7% свеукупне обласне популације.
| 1959.   | 1970.   | 1979.   | 1989.   | 2002.   | 2010.   | 2015.    |
| ------- | ------- | ------- | ------- | ------- | ------- | -------- |
| 126.379 | 108.997 | 118.150 | 135.318 | 131.233 | 260.478 | 296.443* |

Напомена: * Према процени националне статистичке службе. 
На подручју рејона постоје укупно 154 насељена места, а рејонска територија је подељена на 20 другостепених општина (8 урбаних и 12 руралних). Административни центар рејона је град Всеволошк, а градски статус има још и град Сертолово. Административни статус варошица, односно градских насеља имају још и Дубровка, Кузмоловски, Морозовљева Варош, Рахја, Свердловљева Варош и Токсово.